# Poldertoren

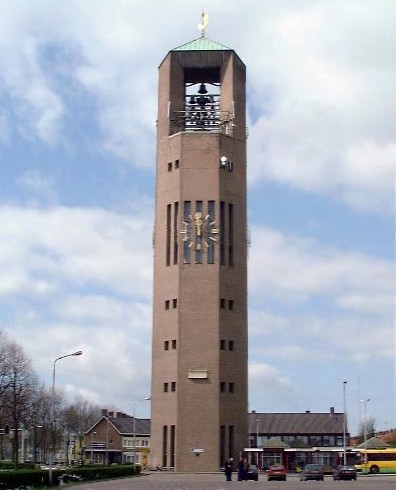
Le Poldertoren à Emmeloord.

Le Poldertoren est un château d'eau situé au centre-ville d'Emmeloord, aux Pays-Bas. Le mot néerlandais Poldertoren peut être traduit par « tour des polders ». Cet édifice fut construit en 1959 ; il dispose d'un imposant carillon. Aujourd'hui, la tour ne sert plus de château d'eau. Originellement propriété de Vitens, la compagnie des eaux, le bâtiment appartient à la commune de Noordoostpolder depuis 2005.

## Détails
La tour mesure 65,3 mètres de haut ; la girouette est située à 70,5 mètres du sol. Les touristes peuvent monter un escalier de 243 marches, jusqu'à la hauteur de 43,4 mètres. Le diamètre du Poldertoren est de 13,4 mètres, cependant que sa capacité de stockage d'eau est de 1 850 m3.

## Architectes
- J.W.H.C. Pot (Architectenbureau Pot en Pot-Keegstra) (1955–1959)
- H. van Gent (1950–1959)